# 薩爾杜斯市鎮
薩爾杜斯市鎮是拉脫維亞的市镇，位於該國西南部，行政中心为薩爾杜斯。市镇面積为2,179平方公里，人口数量为27,110人（2021年）。
薩爾杜斯市鎮设立于2009年。2021年7月1日，薩爾杜斯市鎮与布羅采尼市鎮合并为新的薩爾杜斯市鎮。